# Elliott Schwartz
Pour les articles homonymes, voir Schwartz.
 (décembre 2016).
Si vous disposez d'ouvrages ou d'articles de référence ou si vous connaissez des sites web de qualité traitant du thème abordé ici, merci de compléter l'article en donnant les références utiles à sa vérifiabilité et en les liant à la section « Notes et références ».
Elliott (Schelling) Schwartz est un compositeur américain, né le 19 janvier 1936 à New York (État de New York) et mort le 7 décembre 2016 à Brunswick (Maine).

## Biographie
Après ses études à l’université Columbia sous la tutelle de Otto Luening et Jack Beeson, il est professeur au Bowdoin College de 1964 jusqu’à sa retraite en 2002. En 2006, la Library of Congress acquiert ses archives et les incorpore dans sa collection permanente.
Ses œuvres ont été interprétées par les orchestres symphoniques de Cincinnati, Indianapolis et Houston, le Minnesota Orchestra, ainsi que les quatuors Kreutzer et Borromeo.

## Compositions

### Œuvres pour orchestre
- 1960 Pastorale, pour orchestre de chambre
- 1966 Texture, pour orchestre de chambre
- 1967 Magic Music, pour piano et orgue solo, orchestre, et bande magnétique
- 1970 Island, pour orchestre et bande magnétique (2ème prix de la Semaine Internationale Gaudeamus, 1970)
- 1975 Eclipse III, pour orchestre de chambre
- 1977 Chamber Concerto I, pour contrebasse et orchestre de chambre
- 1977 Chamber Concerto II, pour clarinette et orchestre de chambre
- 1977 Chamber Concerto III, pour piano et orchestre de chambre
- 1978 Chamber Concerto IV, pour saxophone et orchestre de chambre
- 1978 Janus, pour piano et orchestre
- 1980 Zebra, pour orchestre de jeunes et bande magnétique
- 1985 Celebrations/Reflections: A Time Warp, pour orchestre
- 1986 Four American Portraits, pour orchestre de chambre
- 1994 rev.1997 Equinox, pour orchestre
- 1994 Timepiece 1794, pour orchestre de chambre et métronomes
  1. Mr. B's Fancye
  2. Clockwise
  3. Make a Joyful Noise
- 1996 Rainbow, pour orchestre
- 2000 Mehitabel's Serenade - Concerto, pour saxophone et orchestre
- 2000 Jack-o-Lantern, pour orchestre à chambre et lumières
- 2002 Water Music, pour orchestre à cordes et bande magnétique
- 2002 Voyager, pour orchestre

### Pour orchestre d'harmonie
- 1963 Memorial, pour orgue et orchestre d'harmonie
- 1969 Voyage
- 1973 Eclipse II, pour radios, boîtes à musique, métronomes, et orchestre d'harmonie
- 1975 Telly, pour 2 radios, trois téléviseurs, bande magnétique, 5 vents et 4 percussions
- 1978 Scatter, pour 10 vents, 2 percussion, 1 "instrument surprise"
- 1981 Cleveland Doubles, pour clarinette, saxophone, et orchestre d'harmonie
- 1995 Chiaroscuro: Zebra Variations, pour orchestre d'harmonie Enregistrement de Chiaroscuro: Zebra Variations
- 2001 Rain Forest with Birds, pour orchestre d'harmonie et 3 CD de chants d'oiseaux
- 2003 Polar Variations, pour orchestre d'harmonie
- 2005 Downtown Crossing, pour trombone, trombone basse et petit orchestre d'harmonie
- Purple Transformation

### Théâtre musical
- 1969 Elevator Music, pour au moins 12 musiciens dans un immeuble d'au moins 15 étages
- 1972 Music for Audience and Soloist, pour 1 soliste jouant de sur scène et pour public, divisé en quatre sous-groupes, chacun sous la direction d'un chef
- 1975 A Dream of Beats and Bells, pour piano solo et dix exécutants se promenant dans le public munis de radios, de boîtes à musique et de métronomes
- 1978 California Games, pour 4-6 exécutants improvisant, 6-10 interprètes avec magnétophone et chœur du public
- 1982 Radio Games, "duet" pour animateurs de radio et auditeurs (chez eux)

### Œuvre pour chœur
- 2004 Two Watterson Poems, pour chœur mixte et percussion - texte: William Watterson

### Musique vocale
- 2004 Two Poems of William Meredith, pour soprano et piano

### Musique de chambre
- 1963 Divertimento No.1, pour cor, clarinette et piano
- 1963 Three Movements, pour quintette de cuivres
- 1964 Kwartet, pour hautbois et cordes
- 1965 Concert Piece for Ten Players
- 1965 Soliloquies, pour flûte, clarinette, violon et piano
- 1969 Music for Prince Albert, pour piano, 2 bandes et assistant
- 1973 Music for Napoleon and Beethoven, pour trompette, piano, 2 bandes et assistant
- 1975 Jet Piece, pour piano et 3 instruments
- 1975 Grand Concerto, pour piano, collages de passages de concertos avec orchestre, et bande magnétique
- 1980 Bellagio Variations, thème et 8 variations pour quatuor à cordes
- 1980 Divertimento No. 4, pour flûte, contrebasse et piano
- 1983 Dream Music with Variations, pour violon, alto, violoncelle et piano
- 1985 Spirals, pour flûte, clarinette, quatuor à cordes, contrebasse et piano
- 1990 Fantastic Prisms, six contrebasses et piano
- 1991 Elan - Variations for Five Players, pour flûte, clarinette, violon, violoncelle et piano
- 1992 Sinfonia Juxta, deux trompettes, piano et percussions
- 1992 Chamber Concerto V, basson, quatuor à cordes et piano
- 1993 Rows Garden, pour quintette à vent
- 1993 Aerie, pour six flûtes
- 1995 Reflections, pour cinq bassons et contrebasson
- 1997 Dreamscape, pour hautbois, violoncelle, piano, 5 theremin
- 1997 Alto Prisms, pour huit altos
- 1998 Spectrum, pour cor, violoncelle et tuba
- 1999 Kaleidoscope, pour violon, contrebasson et piano
- 2000 Three Variations on a Name, pour tuba et piano
- 2001 Bird Bath, pour quintette à vent et sons d'oiseaux enregistrés
- 2001 Celebration, pour chorale de clarinettes et percussions
- 2001 Hall of Mirrors, pour quatuor de saxophones et piano
- 2001 Downeast Fanfare, pour trois trompettes et sourdines diverses
- 2003 Riverscape, pour clarinette, quatuor à cordes, piano, enregistrement sur CD de sons d'eau, percussion
- 2003 Sextet, pour clarinette, quatuor à cordes et piano
- 2003 A Riot of Reeds, pour chœur de clarinettes
- 2003 Crystal: Cycle of Names and Memories, pour piano et percussions
- 2004 By George, pour hautbois, violoncelle et piano
- Prelude, Aria and Variations, pour violons et percussions

### Œuvre pour orgue
- Cycles & Gongs, pour orgue, trompette et bande magnétique

### Œuvre pour piano
- 1976 Pentagonal Mobile, pour cinq pianos à queue

### Œuvre pour percussion
- 1984 Octagon, pour 8 percussions

## Publications
- (en) Elliott Schwartz et Daniel Godfrey, Music Since 1945, Schirmer Books (Macmillan Publishing Company), New York, 1993
- (en) Elliott Schwartz et Barney Childs, avec Jim Fox, Contemporary Composers on Contemporary Music - Expanded Edition, Da Capo Press, New York
- (en) Music: Ways of Listening, CBS College Publishing, 1982
- (en) New England Music
- (en) An American View of Musical Performance: Ritual, Space and Illusion